# Liverpool-Krater
Koordinaten: 12° 23′ 45″ S, 134° 2′ 51″ O

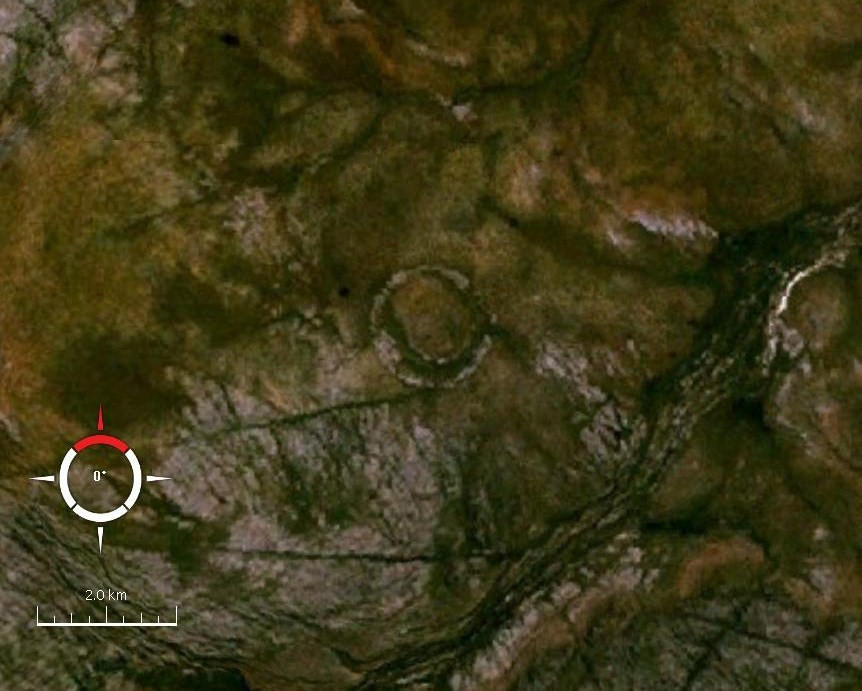
Satellitenbild des Liverpool-Kraters

Der Liverpool-Krater ist ein Einschlagkrater in dem im Norden Australiens liegenden Arnhemland (Northern Territory). Er wurde nach dem in der Nähe fließendem Liverpool River benannt. Sein Durchmesser beträgt 1,6 km. Der Krater ist zwischen 80 und 220 Millionen Jahre alt und wird damit ins Zeitalter des Paläoproterozoikum eingeordnet. An der Erdoberfläche ist der Krater erkennbar. Entdeckt wurde er in den 1960er Jahren.

## Bedeutung für die Aborigines
Der dort ansässige Stamm der Yolngu glaubt, dass der Krater das Nest eines riesigen Welses ist.